# 岩瀬会戦
岩瀬会戦（いわせかいせん）は、戊辰戦争のひとつ秋田戦争で、奥羽越列藩同盟に与した盛岡藩が久保田藩の領内に進軍して、久保田藩を中心とする新政府軍と交戦した一連の戦いのうち、慶応4年9月2日（1868年10月17日）に行われた戦闘である。秋田戦争における盛岡軍最大の戦闘であった。

## 経緯
秋田総督府は、大館城を攻略した盛岡軍の脅威に対して対策を立てる。西軍下参謀の大山格之助は佐賀藩隊長の田村乾太左衛門を呼び寄せ、田村は部下90名と肥前小城藩隊長の田尻宮内が率いる兵500名（300名ともある）と共に応援に駆けつけた。田尻は田村よりも官位は上であるが、「戦中のこと、平時とは違う。どんな命にも従う」と田村の指揮に従うことを確認している。このため軍中における田村の公式な立場は「仮参謀」というものであったが、実質的には指揮官であった。
慶応4年8月28日（1868年10月13日）夜、佐賀藩、小城藩と久保田軍、茂木軍の総兵力1,400名の連合軍が、荷上場村に集結した。8月29日早朝、新政府軍の反撃が開始され、盛岡軍は坊沢村、前山村、綴子村を焼き払い総退却する。30日、久保田軍は早口村まで進撃した。小降りの雨と強風の天候の中、先発の大館兵は1発の抵抗もなく早口村を奪還した。この夜、久保田兵は強風を利用して川口村の佐渡本陣攻撃を図ったが、隙のない厳戒態勢のために中止した。9月1日、強風の為に休兵となった。綴子村の本陣で会議が行われ、翌2日に天候のいかんを問わず川口村に進撃することを決定した。内容は、綴子村発進は午前2時、本道を軸に、中須田間道、板沢間道の3道から一斉に討ち入る作戦である。9月2日、強風はすっかり治まった。『戊辰戦史』には「天気晴朗、秋風凛乎として肌膚に沁み、軍容自ずから粛然たるを覚ゆ」とある。午前6時、佐賀大砲隊の岩瀬砲撃を合図に、岩瀬会戦が開始された。ところが、南部総督将楢山佐渡は前夜のうちに久保田軍の動向を察知し、川口の本陣を出て岩瀬村で自ら指揮を執っていた。そのため、南部側の陣地は固かった。
岩瀬会戦は、南部・秋田戦線で最大の戦闘になった。両軍の兵力はともに1,400人程度、楢山佐渡の本道筋のみで800人の兵士がいた。久保田軍の作戦は逆に対策を練られてしまっていた。しかし、本道筋の遅延は全戦線に影響を与えると考えた田村は、難戦となることを覚悟して、強硬に進撃することを決定した。
進撃の途中、板沢村では側面から射撃を受け、田村が叱咤激励して進撃を行った。兵を分けて高陣馬山（早口山。現在の早口駅北方の公園）の山上より本道の敵の右側を射撃した。高陣馬山を突破した部隊には、南部方の栗山新兵衛隊の70～80名が奇襲をかけ難戦に陥り、後続部隊も到着しない。また、本道筋の部隊は米代川河畔の松林まで進出したが、ここで対岸の外川原村からの側面射撃を受け、さらに対岸の貝吹長根（外川原村東方の山）の大砲隊から射撃され、身動きができなくなった。秋田戦争初期から戦闘指揮を行っていた久保田藩隊長の根本源三郎は、岩瀬山（現在の杉子沢集落北方の山）を占領するも、南部側の挟み撃ちに合って敵弾を打ち込まれ、隊士はばたばたと討ち死にした。根本源三郎も被弾し、一度は立ち上がり指揮を続けたが、二度目の敵弾で戦死した。佐賀の斥候である馬渡作次郎は総大将の田村へ一時退却を具申したが、田村は「敵も苦戦だ」と退けた。午前10時頃まで4波の戦闘があったが、やっと戦闘に変化が訪れた。米代川対岸の板沢口を進撃中の十二所・肥前連合部隊の別働隊が、味方の苦戦を知り、大砲2門、臼砲1門を主軸に貝吹長根の部隊に攻撃を開始した。またたく間に貝吹長根の部隊は打ち払われ、これを転機として総大将は全軍の総攻撃を命じた。
久保田軍は敗走する盛岡兵への急迫撃を開始した。米代川近くの盛岡兵は退路がなくなり、争って米代川に飛び込み多くの犠牲者を出した。自陣に行き着けずさまよい歩いているうちに討ち取られた者もいた。楢山佐渡はこの事態にも、敗兵をきびしく叱咤して、前線に追い返すなど戦意を見せた。『野も山も戦場ならざる処なく、殊に楢山佐渡の厳しい下知に、官軍方は打ち込まるる勢い』（『戊辰出羽戦記』）となったが、久保田藩側は地理に詳しいことを利用し、近傍の山に兵を配置して発砲し、正午頃に盛岡軍は総崩れとなった。
中須田間道の部隊は岩瀬本道の味方を援護した後、反転して間道を急進し、川口村一番乗りを果たした。しかし、盛岡軍はすでに引き上げた後であった。板沢間道の部隊は、太田、田沢、大披を辿り、全軍を街道筋と小袴山迂回組に分けて板戸村を奇襲した。この奇襲は迂回組によって成功した。板戸村には桜庭祐橘隊がいたが、昼食中の不意を襲われ幹部級の戦死者を出し、多量の軍需品や金子まで置き去りにして敗走した。その後、板沢間道の部隊は扇田村を奪回し、扇田村に陣を置いた。
板沢村での戦いでは、盛岡藩の熊谷助右衛門（直興、月郷とも）という武士が殺されている。不審に思った金剛隊隊長の小野寺主人が懐中を調べてみると、熊谷は『時勢論』という文章を懐中に忍ばせていた。熊谷は勤王派で上司に時の時勢を説いたが容れられず、自分の考えを文章に表して死んでいったものである。熊谷は親友の内藤十湾（内藤湖南の父）に、勤王派である自分の気持ちを告白していた。内藤は有為の彼は戦死し余は生き残ったのは恥しいと、詩に託して彼の死を惜んだ（内藤十湾『出陣日記』）。『時勢論』を読んで感動した小野寺は、大館の宗福寺に熊谷の首を志士の礼をもって葬った。
岩瀬を退いた盛岡軍の本隊は、大館城の手前にある餅田村で抵抗を試みた。故郷を目の前にして奮起した大館勢は、餅田を突破して片山まで押し出し、二頭山の盛岡軍を打ち破り土飛山に向かった。右翼隊は舟場まで突出し、勝坂の盛岡軍を攻撃した。しかし、早朝から急迫してきた久保田軍には息切れが出て、あまりに突出した形の部隊は次第に苦戦する形となった。大館にいた盛岡軍の部隊は伏兵となり攻撃してきた。久保田軍は死傷者を出し敗退した。盛岡側の記録では大砲3門を分捕ったとある。久保田側の記録でも、小城・佐賀の大砲各1門、久保田の大砲1門が分捕られたとある。久保田藩は二頭山に本陣を置き休戦に入った。
楢山佐渡は神明宮に陣を引いた。